# Čehovini

## Da questa località proviene la famiglia Cecovini, che ha visto in tempi recenti un Sindaco di Trieste, Manlio Cecovini, parlamentare europeo. Anche il musicista e scrittore Andro Cecovini, figlio di Manlio, entrambi triestini. In tempi antichi, nella vicina Branica, nel 1810 nacque Andrea Cehovin, che per meriti di guerra venne fatto Barone da Francesco Giuseppe. C'è ancora la sua statua di quattro metri lì vicino: Baroni Andreas Von Cehovin. Questa è l'origine del nome dell'attuale paese.
It is from this locality  that the Cecovini family arises from. A familily that in recent times has seen Manlio Cecovini as Mayor of the city of Trieste and also a Member of the First European Parliament, besides being a writer with more than thirty books published. Back in 1810 in this little village was born Andrea Cehovin, who joined the Austrian army and was made Baron, by Francis Joseph, for his warring merits and got the title of Baron Andreas Von Cehovin. This is when and how the village got its name. There is a statue still standing nearby, celebrating the battles this guy fought.
- Lista localităților din Slovenia